# 38641 Philpott
38641 Philpott è un asteroide della fascia principale. Scoperto nel 2000, presenta un'orbita caratterizzata da un semiasse maggiore pari a 2,3470591 au e da un'eccentricità di 0,2289628, inclinata di 3,14107° rispetto all'eclittica.